# Jacques Lair
Pour les articles homonymes, voir Lair (homonymie).
Jacques Jean Lair, fut directeur des télégraphes. Il est né le 16 décembre 1775 à Laval, mort le 24 avril 1858 à Auxerre..

## Biographie

### Origine
Il est le fils de Jacques Lair, lavandier dans la paroisse de Saint-Vénérand de Laval, et de Jeanne Galon.

### Parcours militaire
Il s'engagea à 17 ans dans le Bataillon des Volontaires de la Mayenne, et fit campagne en Vendée. Démobilisé pour maladie, il reprit du service en 1795, dans les gardes territoriaux de la Mayenne. Blessé par une mauvaise chute le 4 mars 1795, il fut admis aux Invalides. Il rejoignit en 1796 une compagnie de vétérans à Reims. Il fut réformé, et regagna Paris où il participa au Coup d'État du 18 fructidor an V.

### Le télégraphe

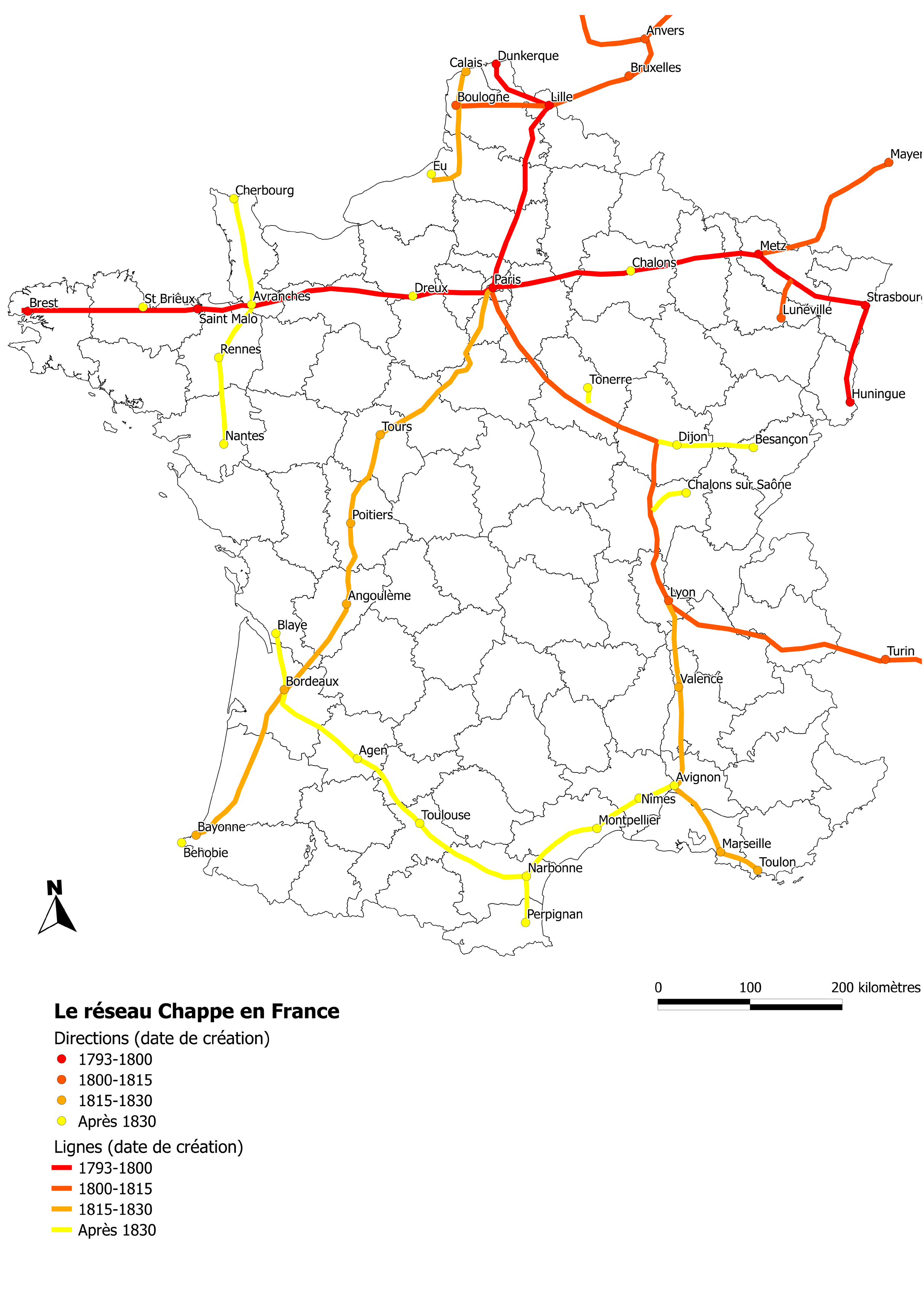
Le réseau Chappe en France.

N'ayant pas pu obtenir de Paul Barras sa réintégration dans les vétérans, il fut admis le 20 janvier 1798 comme agent télégraphique sur la ligne de Paris à Strasbourg, grâce à l'appui de ses compatriotes, les frères Chappe (Claude, Ignace, Pierre François, René et Abraham Chappe vont chacun jouer un rôle dans le domaine du télégraphe.).
Jacques Lair fit ensuite toute sa carrière dans la télégraphie optique, bénéficiant d'un avancement rapide, qui le vit inspecteur sur la ligne de Paris-Lille, puis à la division de Saint-Malo fin octobre 1802, à Lille de nouveau en mars 1803, en reconnaissance sur les Alpes en 1805 pour étudier le tracé de la future ligne télégraphique d'Italie. Il fut nommé directeur à Turin en janvier 1807, s'activant pour trouver les emplacements nécessaires aux tronçons Turin-Milan et Milan-Mantoue. Il resta en Italie jusqu'à la chute de l'Empire. Il fut affecté progressivement à la division de Boulogne en 1814, puis rétrogradé inspecteur à Auxerre en 1815.
Les frères Chappe firent à nouveau appel à lui pour repérer le tracé de la ligne de Lyon-Toulon et il fut nommé directeur à Marseille le 13 novembre 1821. Avant d'arriver à Strasbourg, le 23 mars 1835, il conduisit de nombreux chantiers, sur la ligne Paris-Bayonne (il fut nommé directeur à Bordeaux en mars 1823), sur l'embranchement Avranches-Nantes de la ligne de l'Ouest, sur la bretelle Bordeaux-Blaye, sur la transversale Toulouse-Bordeaux en 1833-1834, sur l'embranchement Avranches-Cherbourg en 1834. Il devint Chevalier de la Légion d'Honneur le 5 août 1832.
Il demanda à être nommé à Cherbourg, mais les frères Chappe l'envoyèrent à Strasbourg. Il essaya alors différents systèmes devant permettre la transmission nocturne des dépêches. Des essais à base de lanternes entre Strasbourg et Dingsheim n'eurent pas de suite.
Alerté par son fils Clément, qui avait rencontré François Arago, il essaya ensuite de concevoir des systèmes télégraphiques utilisant la transmission électrique, mais toujours en reproduisant les signaux Chappe. Ses efforts furent vains et le système présenté en 1838 par Samuel Morse devant l'Académie des sciences s'imposa rapidement.
Admis à la retraite en 1851, il est mort le 24 avril 1858 à Auxerre.

## Famille
Ses fils firent également partie de l'administration des télégraphes.
1. Jacques Lair, époux de Charlotte Pauline Fretelly
  1. Pauline Marie Charlotte Lair (1804-1875), mariée le 5 décembre 1825 à Paris, avec François Magloire Marie (1793-1868)
    1. Camille Pauline Marie, épouse de son oncle Emile Lair.

  2. Eliza Lucie Lair (1806-1874), mariée le 25 mai 1830 à Paris, avec Gabriel Pierre Dondenne
  3. Jules-César Lair (1808-1885), inspecteur général des télégraphes[4], officier de la Légion d'Honneur,  marié le 4 février 1835 à Saint-Hélier, Jersey, avec Lucy Stockley †1846, puis le 16 novembre 1852 à Alger avec Baya Bent Mahmoud Ben Hassen, née en 1831. Nommé officier comme inspecteur général des lignes télégraphiques d'Algérie avec 35 ans de service. Il est directeur général des télégraphes publics en retraite lors de son décès, dans la banlieue d'Alger, à Mustapha.
  4. Clément Charles Lair (1811-1890), né à Turin en 1811[5], inspecteur général des télégraphes, puis va émigrer au Québec en 1874. Il est chevalier de la Légion d'honneur en 1859. Il est marié le 13 septembre 1837 à Pont-à-Mousson, avec Marie Barbe Adélaïde Villiaume
  5. Emile Lair (1820-1881), né en 1820 à Auxonne, termina sa carrière en 1870 à Auxerre. Marié le 22 mars 1849 à Ténès (Algérie), avec Camille Pauline Marie, née en 1826.

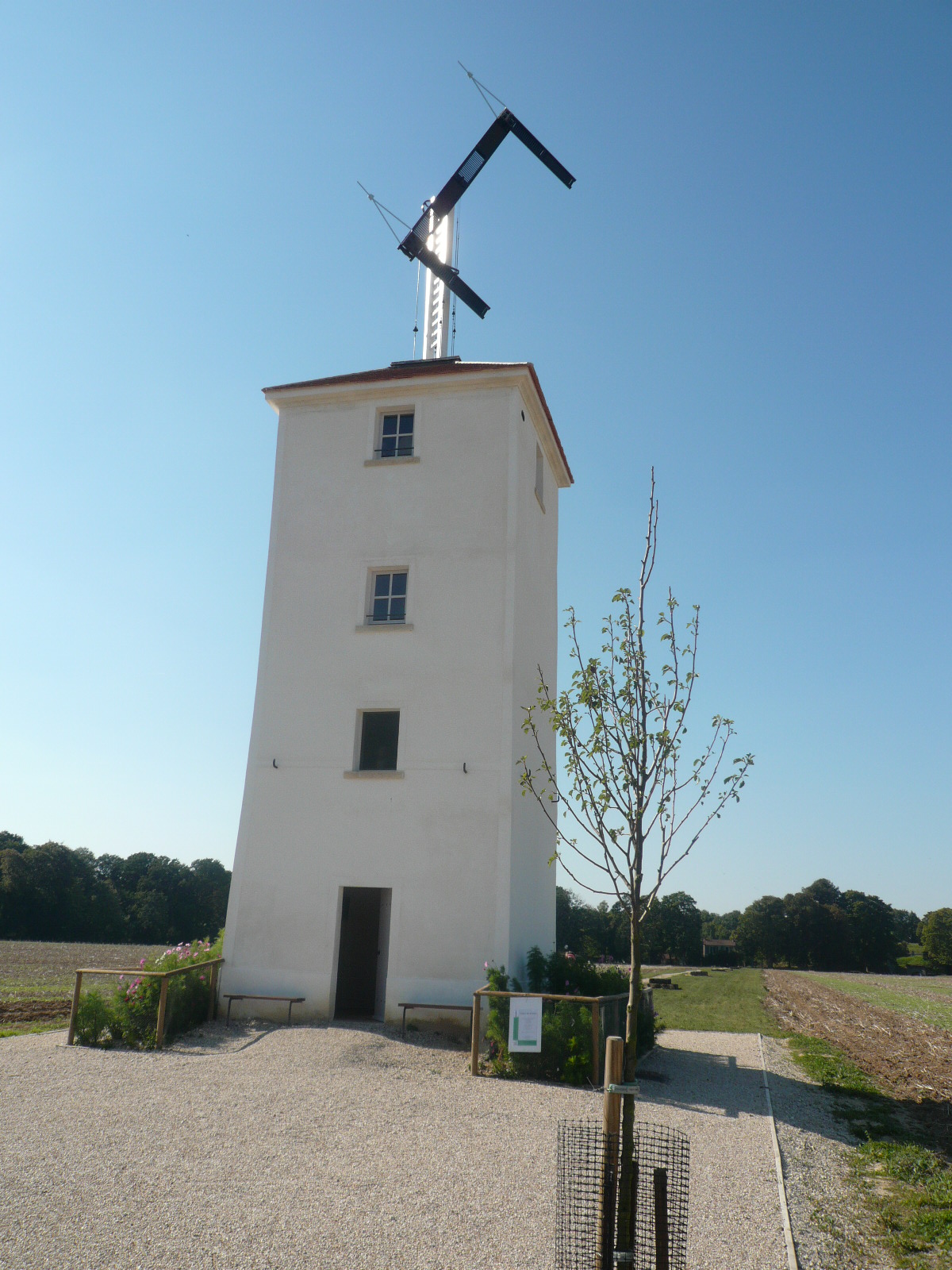
Tour de télégraphe Chappe à Marly-le-Roi

## Sources partielles
- Bulletin de la Commission historique et archéologique de la Mayenne, 1925, p. 244
- Bulletin de la Société archéologique et historique de la Mayenne, 1987
- La Province du Maine, octobre-décembre 1994, p. 411
- Bernard Sonneck, Les Décorés de la Légion d'honneur de la Mayenne, Éditions Régionales de l'Ouest, 2006, volume 1, 1803-1848, p. 372.